# Osmunda cinnamomea
Osmundastrum cinnamomeum · Osmonde cannelle
Espèce
Synonymes
- Osmundastrum cinnamomeum (L.) C. Presl

Osmunda cinnamomea, communément nommée l’Osmonde cannelle, est une espèce de fougère de la famille des Osmondacées. Elle pousse dans les bois, les marais et les tourbières dans plusieurs endroits du monde.

## Description générale
Osmunda cinnamomea présente un gros rhizome, qui porte une couronne de longues frondes végétatives (stériles), mesurant de 50 et 150 cm. Au milieu de celles-ci, trouve une ou plusieurs frondes fructifères (fertiles) d'une longueur variant entre 30 et 60 cm. Les deux sortes de frondes, lorsque encore jeunes, ont leur pétiole et leur rachis couverts de poils écailleux bruns. Cependant, étant dimorphiques, elles deviennent avec le temps très différentes l'une de l'autre. Les frondes stériles sont pinnatiséquées, au contour oblongues-lancéolées et vertes, tandis que les frondes fertiles ne portent que les spores et deviennent brun-cannelle. Il n'est toutefois pas rare d'en voir qui sont mélangées.

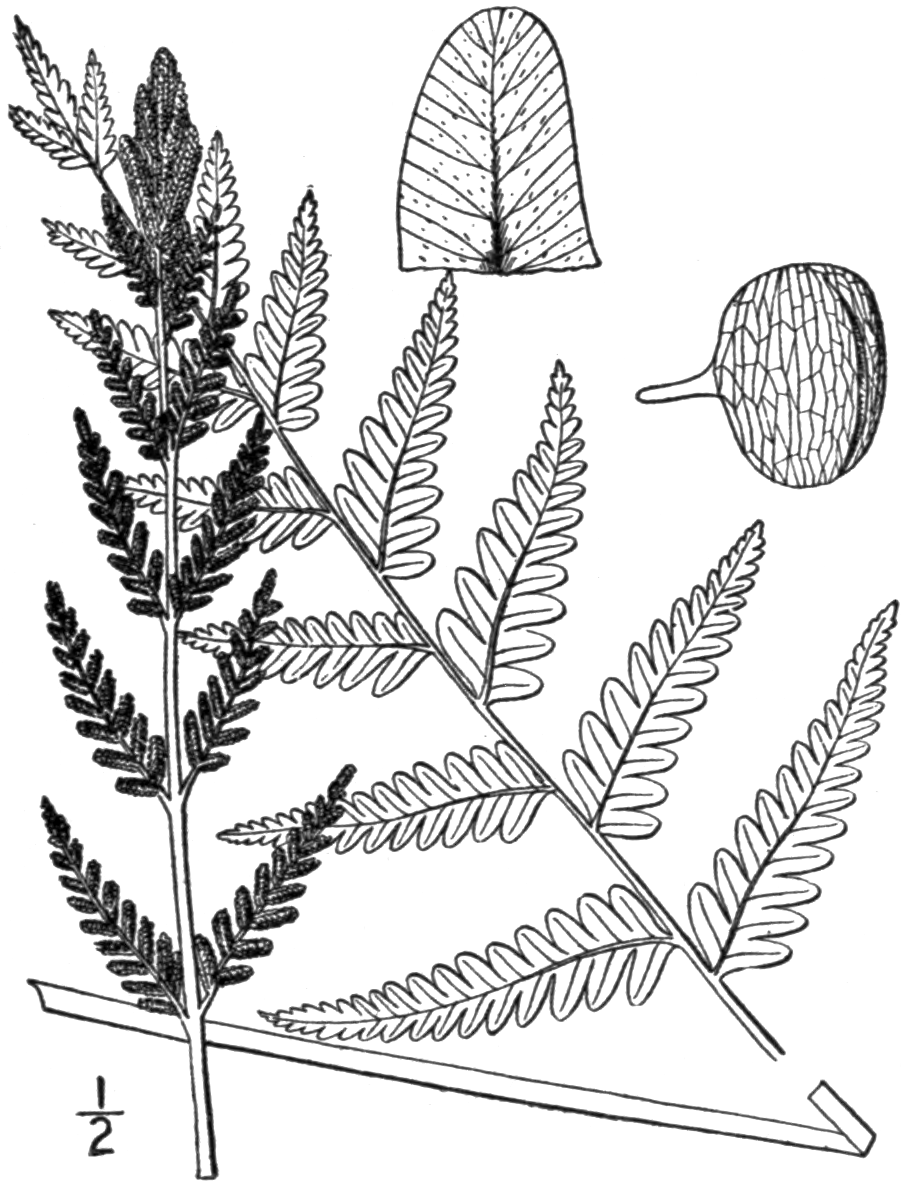
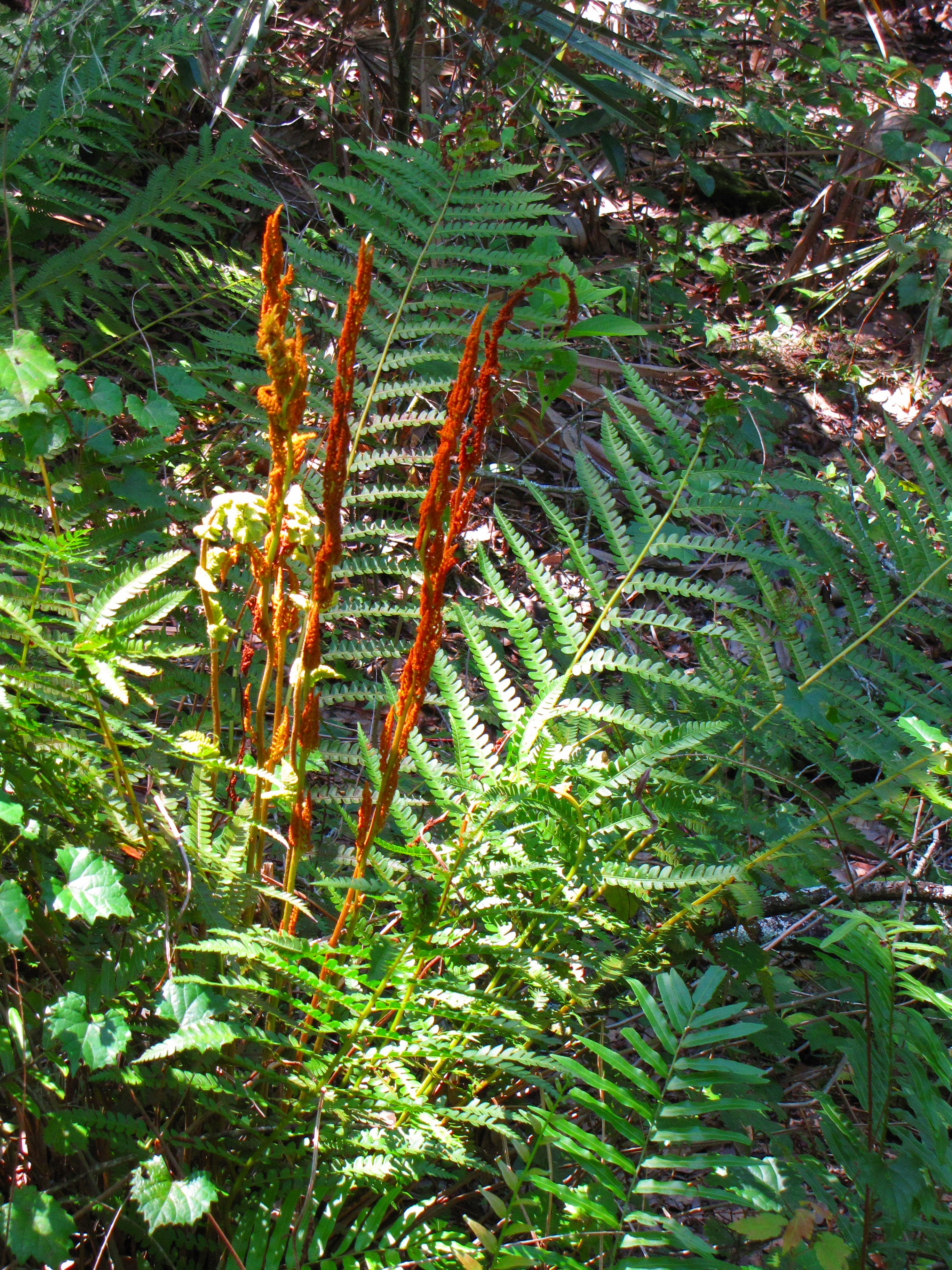
Comparaison entre les frondes fertiles, vertes et stériles, brunes, de Osmundia cinnamomea
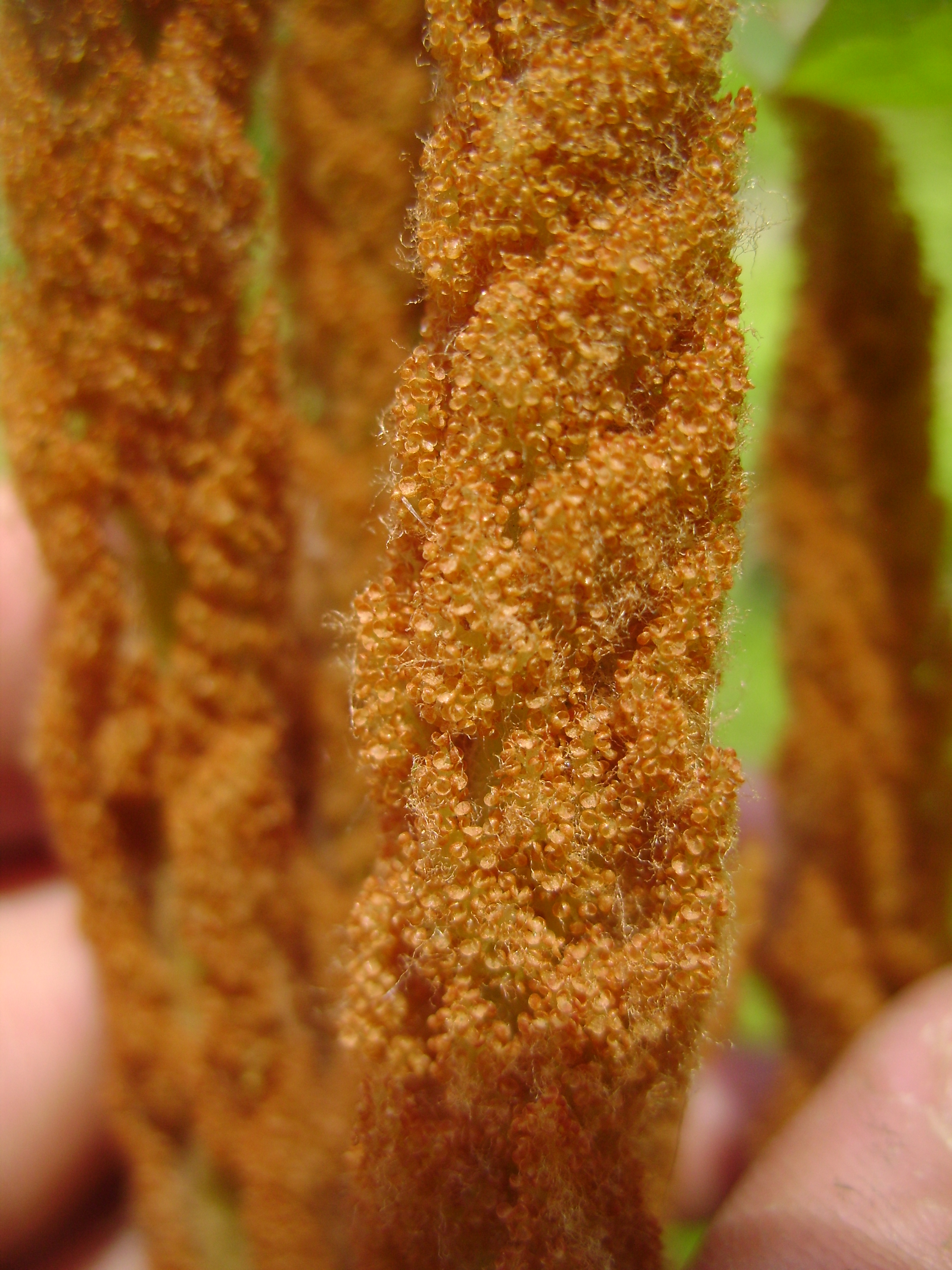
Plan rapproché d'une fronde fertile
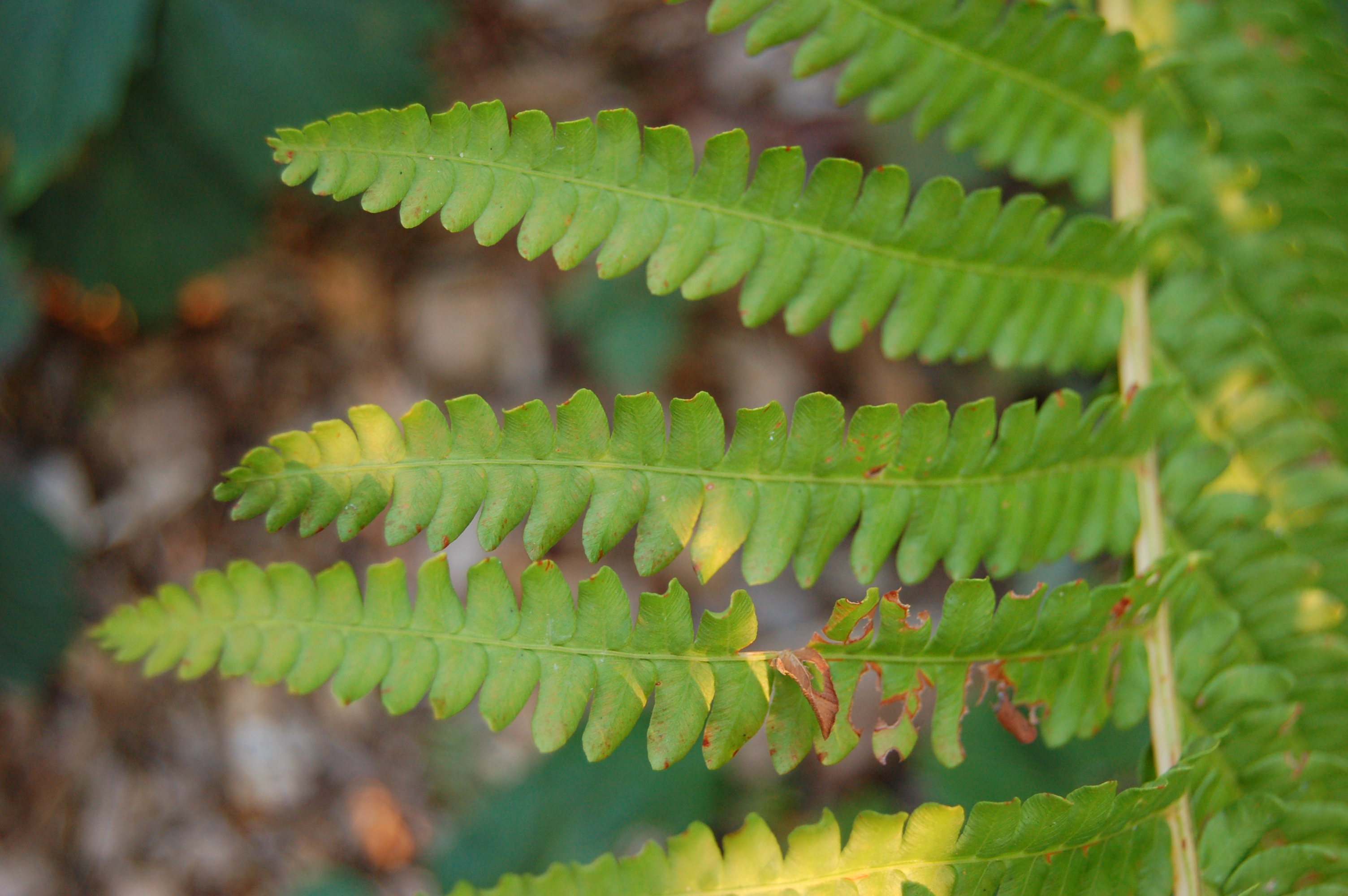
Plan rapproché d'une fronde stérile
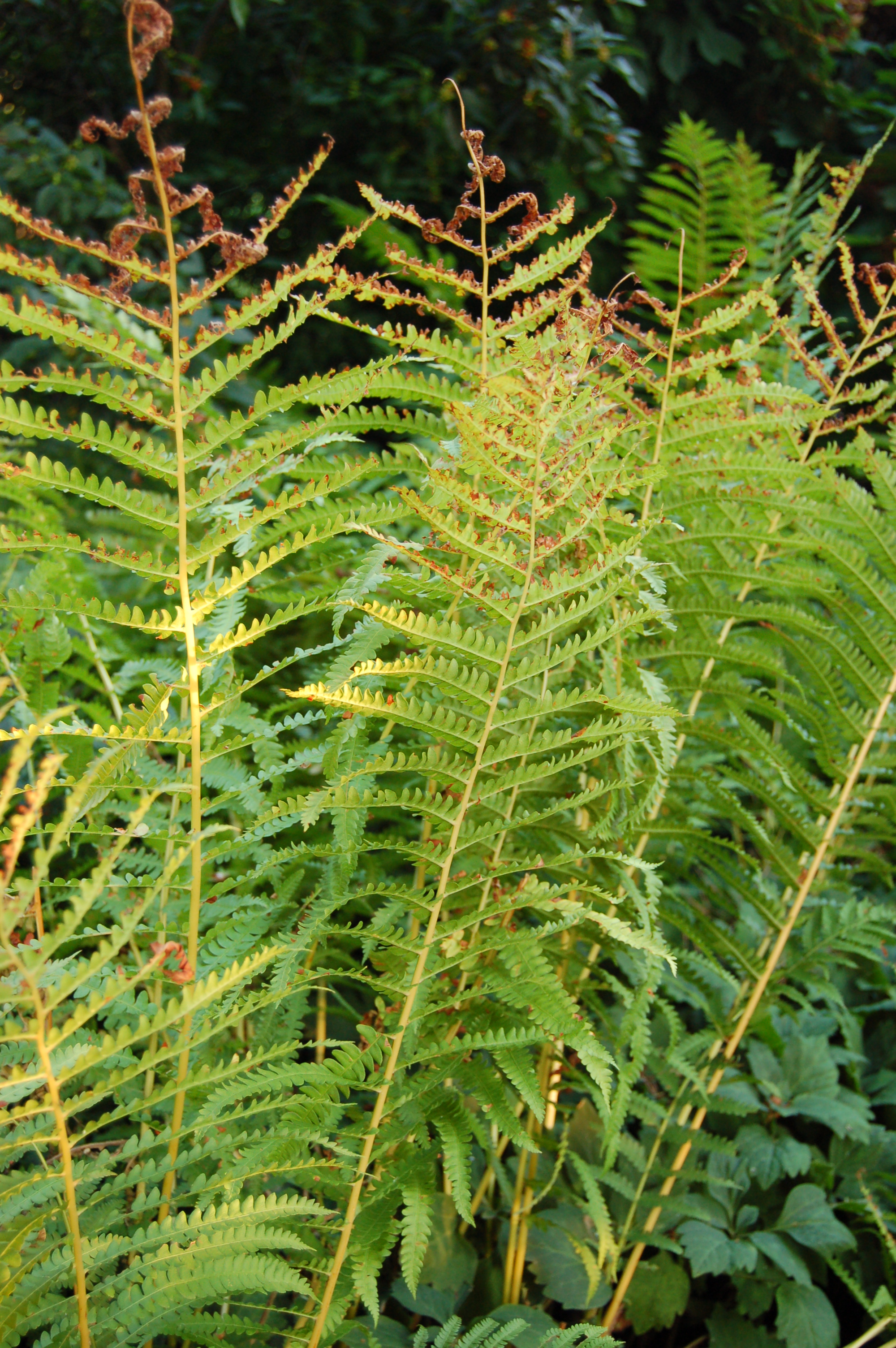
Frondes stériles

## Répartition
L'osmonde cannelle n'est pas limitée à un seul contient. On la retrouve dans la moitié Est de l'Amérique du Nord au Pérou, au Paraguay en Amérique du Sud, du côté de l'Asie au Japon, en Chine, en Corée, à Taïwan, en Thaïlande, au Myanmar et au Sud de la Sibérie.
En Amérique du Nord, il semble que cette espèce ne soit pas nouvelle. Il a été démontré que Osmunda cinnamomea  y est présente depuis au moins 70 millions d'années.

## Écologie
L'osmonde cannelle croît dans les sols humides. En Amérique du Nord, on retrouve l'osmonde cannelle dans des milieux tels les tourbières, les marais et les sous-bois.

## Classification
La taxonomie de O. cinnamomea demeure débattue. Une analyse phylogénétique réalisée en 2008 a permis de clairement classifier cette espèce, qui serait la seule du genre Osmundastrum. Les auteurs de l'étude encouragent l'utilisation de ce nom de genre, et de Osmundastrum cinnamomeum comme nom d'espèce.

## Propriétés
Selon le Père Louis-Marie (1896-1978), le rhizome serait légèrement astringent.
Une étude a mis en évidence la présence de deux flavonoïdes  dans les tissus de O. cinnamomea, la quercétine et le kaempférol.

## Utilisations
Les jeunes pétioles peuvent être mangés, alors qu'ils sont tendres et sucrés.